# Павел Джиджов
Павел Джиджов е български католически свещеник, успенец.

## Биография
Йосиф Джиджов е роден на 19 юли 1919 г. в Пловдив, в семейство на католици. От 1927 до 1931 г. учи в началното училище „Св. Андрей“ и след това до 1938 г. в колежа „Свети Августин“. Там се проявява като буден ученик, силен по математика и добър състезател по футбол. През октомври 1938 г. става послушник при успенците и на приема новото си име Павел.
Следва теология във Франция във Философско-богословския институт в Лормоа, Есон, близо до Париж по време на Втората световна война и една година философия в Перпинян (Източни Пиренеи). На 8 септември 1942 дава вечните си обети.
През 1942 г. здравословни проблеми го принуждават да се върне в България, където продължава задочно богословското си образование и е ръкоположен за свещеник от латински обред на 26 януари 1945 г. в Пловдив.
После следва икономика и социални науки, като в същото време е учител в колежа „Свети Михаил“ във Варна. Заради силното влияние, което е имал сред студентите си, той е зорко следен от милицията. По-късно е назначен за домакин в колежа „Свети Августин“ поради честите боледувания.
На 4 юли 1952 г. е арестуван в семинарията на успенците в Пловдив с обвинение за шпионаж. На 3 октомври 1952 г. Софийски градски съд произнася присъдите на 40 души съдени по един от т.нар. Католически процеси. Четирима души са осъдени на смърт чрез разстрел: никополският епископ Евгений Босилков, отец Камен Вичев, отец Павел Джиджов и отец Йосафат Шишков.
Присъдата е изпълнена в Централния софийски затвор през нощта на 11 ноември 1952 г. и не е известно точно къде са погребани екзекутираните.
На 26 май 2002 г. Папа Йоан Павел II на специална литургия-провъзгласяване на площад „Централен“ в Пловдив обяви отците Йосафат Шишков, Павел Джиджов и Камен Вичев за блажени.
През 2007 г. епископ Георги Йовчев освещава в катедралата „Свети Лудвиг“ в Пловдив параклис на „Блажения Павел Джиджов” – покровител на младежта в Софийско-Пловдивската епархия.